# Ервін Санчес
Ервін Санчес (ісп. Erwin Sánchez, нар. 19 жовтня 1969, Санта-Крус-де-ла-Сьєрра) — болівійський футболіст, що грав на позиції півзахисника. По завершенні ігрової кар'єри — тренер.
Виступав, зокрема, за клуб «Боавішта», а також національну збірну Болівії.
Дворазовий чемпіон Португалії. Володар Кубка Португалії.

## Клубна кар'єра
Народився 19 жовтня 1969 року в місті Санта-Крус-де-ла-Сьєрра. Вихованець юнацьких команд футбольних клубів Nuevo Horizonte та Academia Tahuici.
У дорослому футболі дебютував 1987 року виступами за команду «Дестроєрс», у якій провів два сезони, взявши участь у 63 матчах чемпіонату.
Згодом з 1989 по 1992 рік грав у складі команд «Болівар», «Бенфіка» та «Ештуріл-Прая». Протягом цих років виборов титул чемпіона Португалії.
Своєю грою за останню команду привернув увагу представників тренерського штабу клубу «Боавішта», до складу якого приєднався 1992 року. Відіграв за клуб з Порту наступні п'ять сезонів своєї ігрової кар'єри. Більшість часу, проведеного у складі «Боавішти», був основним гравцем команди. За цей час додав до переліку своїх трофеїв титул володаря Кубка Португалії.
Протягом 1997—2003 років захищав кольори клубів «Бенфіка», «Боавішта», «Бенфіка» та «Боавішта». Протягом цих років додав до переліку своїх трофеїв ще один титул чемпіона Португалії.
Завершив ігрову кар'єру у команді «Орієнте Петролеро», за яку виступав протягом 2004—2005 років.

## Виступи за збірну
У 1989 році дебютував в офіційних матчах у складі національної збірної Болівії.
У складі збірної був учасником розіграшу Кубка Америки 1989 року у Бразилії, розіграшу Кубка Америки 1991 року у Чилі, розіграшу Кубка Америки 1993 року в Еквадорі, чемпіонату світу 1994 року у США, розіграшу Кубка Америки 1997 року у Болівії, де разом з командою здобув «срібло», розіграшу Кубка конфедерацій 1999 року у Мексиці, розіграшу Кубка Америки 1999 року у Парагваї, розіграшу Кубка Америки 2007 року у Венесуелі.
Загалом протягом кар'єри в національній команді, яка тривала 17 років, провів у її формі 57 матчів, забивши 15 голів.

## Кар'єра тренера
Розпочав тренерську кар'єру, ще продовжуючи грати на полі, 2003 року, очоливши тренерський штаб клубу «Боавішта».
У 2006 році став головним тренером збірної Болівії, яку тренував три роки.
Протягом тренерської кар'єри також очолював команду «Блумінг».
Наразі останнім місцем тренерської роботи був клуб «Боавішта», головним тренером команди якого Ервін Санчес був протягом 2016 року.

## Титули і досягнення
- Чемпіон Португалії (2):

«Бенфіка»: 1990–1991
«Боавішта»: 2000–2001
- Володар Кубка Португалії (1):

«Боавішта»: 1996–1997
- Срібний призер Кубка Америки: 1997